# Одіссея часу
«Одіссея часу» (англ. A Time Odyssey) — трилогія науково-фантастичних романів Артура Кларка та Стівена Бекстера:
- «Око часу» (Time's Eye, 2003)
- «Сонячна буря»  (Sunstorm, 2005)
- «Першонароджені» (Firstborn, 2007)

Історія трилогії базується на попередніх романах Артура Кларка з циклу Космічної Одіссеї. В передмові до першого роману автори пояснюють, що не дивлячись на використання подібної ідеї у минулих творах ця серія не є ні приквелом, ні сиквелом до Космічної Одіссеї (англ. Space Odyssey), а являє собою ортогональну проєкцію до неї (Кларк використав аналогію зі спеціальною теорією відносності, де час є ортогональним простору).

## Сюжет
На відміну від Космічної Одіссеї, де раса доброзичливих богоподібних істот розсилає по галактиці прилади, для виявлення життя, відсіювання небажаних та прискорення еволюції перспективних рас, в Одісеї Часу раса недоброзичливих богоподібних істот розпочала безкінечну місію по зменшенню числа розумних рас, щоб сповільнити використання ними енергетичних ресурсів всесвіту. Цю агресивну цивілізацію люди називають Першонародженими (англ. Firstborn), так як вони є найдавнішими істотами нашого Всесвіту, їх життя зародилось біля перших зірок. Першонароджені найбільше цінують життя, але вважають, що у Всесвіті вистачить енергії тільки для однієї цивілізації, яка зможе спробувати дожити до великого розриву, а можливо і пережити його.

### Око часу
Перша книга, Око Часу, розповідає про створення Першонародженими альтернативної версії всесвіту на базі різних епох в історії Землі. Вся планета Земля раптово виявляється зліплена з різних частин, що були взяті з абсолютно різних епох історії людства. Таким чином в одному світі опиняються офіцери ООН з 2037 року, гарнізон Британської армії з фортом Джамруд з 1885 року, армії полководців Олександра Македонського та Чингісхана та космічний корабель Союз, якого створення світу застає в космосі.
Перед героями постає новий світ, розділений на шматки, що належать різним періодам історії людства. По всій території цього світу з'являють металевого блиску кулі, що висять у повітрі і ніби спостерігають за всіма навколо. Герої книги називають кулю "оком" і проводять з ним досліди.Врешті Бісеза Дат приходить до висновку, що кулі є засобом спілкування позаземної цивілізації, що і створила "розрив" знищивши світ, їх називають Першонародженими.
Екіпаж МКС здійснює приземлення та приєднується до армії Чингізхана, що вирушає у напрямку Вавилону. Гарнізон Британської армії в Індії зустрічає героїв з 2037 року, а пізніше і армію Олександра Македонського. Вони теж вирушають у напрямку Месопотамії. Армія Македонського приходить до Вавилона перша, де частина міста існує в часи його розквіту. Переговори з моглами, що приходять пізніше не дають результату і армії сходяться у битві за володіння залишками світу. Перемогу у надзвичайно складному бою одержують британці та македонці. Монголи відступають втративши свого лідера.
Після перемоги у битві Олександр Македонський займається відбудовою Вавилону та вирушає у подорож Середземним морем і не знаходить жодних цивілізацій на узбережжі. Бісеза Дат проводить багато часу з кулею і врешті їй вдається встановити контакт в результаті якого куля виконує її бажання повернутися назад у свій час у Лондон.

### Сонячна буря
Друга книга починається з повернення головної героїні Бісези Дат у свій час в квартиру в Лондоні. Головна ідея книги - це боротьба людей за життя у зв'язком зі спробою Першонароджених знищити цивілізацію шляхом викликання особливо сильної сонячної бурі.
Перша хвиля сонячної бурі вібдувається точно у день повернення Бісези до Лондону. Вчені Землі, досліджуючи інцидент, виявляють, що наступна буря відбудеться 20 квітня 2042 року і її наслідки можуть стати фатальними для планети. Усі країни планети, крім Китаю, об'єднуються для будівництва захисного щита Землі в точці Лагранжа L1, який міг би розсіяти викиди з Сонця і частково їх нейтралізувати.
Бісезі вдається переконати вчених, що спалахи на Сонці не випадкові і ті, врешті-решт, і самі приходять до висновку, що сонячну активність зпровокувало падіння на зорю іншої планети, що сталася 4 році до н. е. Це явище стало відомим, як легендарна Вифлеємська зірка.
В 2042 році на Землі існує єдина інормаційна система зі штучним інтелектом за ім'ям Арістотель, на Місяці використовують схожу систему названу Фалес. Щит, що будуть для захисту теж має свою систему названу Афіна. На випадок невдачі і знищення людства ці три системи було надіслано надпотужним радіосигналом у далекий космос, шляхом підриву ядерної бомби у космічному просторі. Паралельно з побудовою захисного щита на Землі відбувається будівництво захисних куполів над найбільшими з міст.
Не дивлячись на значні жертви та руйнації частині людства таки вдається вижити, але у насліддя вони дістають повністю видозмінену катаклізмом Землю та Сонячну систему. На Марсі, внаслідок ураження, тануть льодники на полюсах і з'являється атмосфера, що породжує дощі та оживлює місцеву флору. Крім негативних наслідків людство отримує і технологічний стрибок, яким користується для відродження.
В кінці книги Бісеза вдається до анабіозу, щоб повернутися тоді, коли її допомога буде потрібна.

### Першонародженні
У сонячну систему прибуває квінт-бомба, це космологічна зброя, що здатна переносити матерію в новостворений паралельний світ, що швидко самознищується через велику кількість фантомної енергії. Бомба має на меті знищити Землю. Найсучасніші військові засоби землян не здатність навіть змінити траекторію бомби. Бісезу пробуджуть з 19 річного анабіозу.
Але Бісеза не встигає допомогти, її викрадає підпільна організація спейсерів, до яких входить і її дочка, та доставляє на Марс. Там вони показують їй Око, що застрягло у гравітаційній пастці та доводять існування високорозвиненої марсіанської цивілізації в минулому, що була знищена Першонародженими. Око транслює сигнали телефони Бісези з Міру та врешті переносить і її в цей світ.
Телефон Бісези визначає, що Мір, крім Землі, включає в себе і Марс, що досі населений цивілізацією, або її залишками. А також встановлює, що все навколо розвалюється у просторі і зникне приблизно через 500 років.
В реальному світі Міра Дат встановлює зв'язок з штучними інтелектами, що були відправлені в космос у другій книзі. Вони повідомляють, що знайшли у всесвіті ще одну цивілізацію, що постраждала від першонароджених. Одна з систем, Афіна, стає керманичем підпілля по боротьбі з Першонародженими. Спільними зусиллями вони передають план боротьби через Око в Мір, де Бісеза шляхом нанесення його на великій площі на Землі передає його жителям Марс, які розшифровують послання і влаштовують гравітаційну пастку в яку потрапляє Око. Це змінює траекторію квінт-бомби, що в результаті знищує Марс замість Землі.
В кінці книги Першонароджені переносять Міру та Бісезу в далеке майбутнє, де їх зустрічає їх нащадок, Шарлотта, що розповідає їм як людство, разом з іншими цивілізаціями, що вижили, веде війну проти Першонароджених.

## Персонажі

### Ключові персонажі трилогії
- Бісеза Дат — британський офіцер, що подорожує між нашим всесвітом та паралельним всесвітом планети «Мір» (рос. Мир), який створили Першонароджені. Перейшла в Мір з 2037 року.

### Вигадані персонажі, що потрапили в Мір
- Шукач та Хапач — гомініди мати та дочка, що являють собою мавпоподібних людей початкової епохи розвитку людини. Перейшли в Мір з 2 млн. років до н. е.
- Кейсі Отік та Абдікадір Омар — британські офіцери, що були на борту гелікоптера разом з Бісезою Дат, що розбивається на початку першої книги. Перейшли в Мір з 2037 року.
- Муса, Коля, Сеейбл;— космонавти МКС, що після приземлення приєднуються до армії Чингісхана. Муса гине від рук монголів незадовго після приземлення.
- Джош Вайт;— американець, газетний репортер. Перейшов в Мір з 1885 року.

### Історичні персонажі, що потрапили в Мір
- Александр Македонський — македонський полководець, що захоплює всю Євразію у всесвіті «Мір».
- Гефестіон — друг Македонського, гине в бої з монголами.
- Птолемей — воєначальник Македонського, страчений за наказом Чингізхана при спробі провести переговори.
- Редьярд Кіплінг — англійський журналіст. Перейшов в Мір з 1885 року.
- Чингісхан — монгольський лідер, що йде війною на Македонського у спробі захопити владу у всесвіті «Мір».
- Томас Алва Едісон — винахідник, житель Чикаго.

### Персонажі планети Земля 2037 року
- Міріам Грек — президент Євразійського союзу.
- Шівон Макгорен — королівський астроном, що займається дослідженням аномалій на сонці.
- Юджин Менглс — дослідник нейтрино з наукової базі «Ціолковський» на Місяці.
- Михайло Мартинов — астрофізик з кратера Шелдон на південному полюсі місяця, ща займається спостереженнями сонячної активності.
- Бад Тук —  полковник інженерно-космічних військ США, що з бази «Клавіус» на Місяці.

### Персонажі планети Земля 2069 року
- Міра Датт — дочка Бісези і член підпільної організації, що досліджують Око на Марсі.
- Олексій Карел — спейсер, учасник підпільного угрупування, що досліджують Око на Марсі.

### Інші
- Афіна, Арістотель, Фалес — глобальні інформаційні системи зі штучними інтелектами.
- Шарлотта Дат  — донька Міри Дат, що розповідає головним героям про боротьбу людства з Першонародженими у союзі з іншими вцілілими цивілізаціями.